# ۱-نونانول
۱-نونانول (به انگلیسی: 1-Nonanol) یک ترکیب شیمیایی است. شکل ظاهری این ترکیب، مایع بی‌رنگ است.